# Principales autoridades taxonómicas en ornitología que elaboran listas de aves del mundo
Desde que el ser humano ha intentado realizar una clasificación científica de las aves del mundo, han surgido diversas autoridades taxonómicas en ornitología que han presentado su trabajo siguiendo unos criterios particulares.
Esto ha llevado a la aparición de diversas clasificaciones, presentado cada autoridad su lista de aves del mundo entre las que no coincidían los nombres científicos de las diferentes especies y en ocasiones ni siquiera estaban clasificadas todas ellas con los mismos nombres ni estructura en clados superiores como podían ser las familias o incluso los órdenes.
En tiempos más recientes, parcialmente motivado por la extensión del uso de la genética en la clasificación de las especies, estas diferencias que mostraban las diferentes listas de las diferentes autoridades han ido reduciéndose si bien no han desaparecido por completo.
A día de hoy, se puede afirmar que no existe una lista única con la clasificación científica de las aves del mundo reconocida tanto por toda la comunidad científica como por los aficionados a la ornitología. Diferentes autoridades presentan cada una la suya, haciéndose evidentes las diferencias entre ellas.
Se debe tener en cuenta que la taxonomía está en constante evolución. Nuevos avances en genética, nuevas investigaciones y estudios pueden llevar a replantearse la clasificación disponible en cualquier momento.
Por lo tanto es habitual que las diversas autoridades presenten versiones actualizadas de su taxonomías con periodos de actualización en algunos casos no superiores a unos pocos meses.

## Principales autoridades taxonómicas en ornitología que elaboran listas de aves del mundo
Las principales autoridades en ornitología que elaboran una lista mundial de aves en la actualidad son las siguientes:
1. International Ornithological Committee (IOC) : es un grupo de unos 200 ornitólogos de todo el mundo que es responsable de organizar el congreso ornitológico internacional y otras actividades ornitológicas como fijar la clasificación de las aves. Desde su primera versión en 2011 ha publicado cuatro actualizaciones anuales hasta el año 2017, año que decidió cambiar el periodo de actualización y publicar solo dos actualizaciones anuales. Sus editores son Frank Gill y David Donsker.
2. Clements Checklist / Cornell Lab of Ornithology : elaborada en un primer momento por el ornitólogo estadounidense James Clements y continuada tras su fallecimiento en el año 2005 por el Laboratorio de Ornitología de la Universidad de Cornell de Nueva York en los Estados Unidos de América. Destacar que el portal para compartir observaciones de aves eBird sigue esta taxonomía..
3. The Howard and Moore Complete Checklist of the Birds of the World : Elaborado por Richard Howard and Alick Moore y publicada por la editorial Aves Press Limited. En su cuarta edición publicada en dos volúmenes, uno en 2013 y otro en 2014.
4. Handbook Birds of the World Alive/Bird Life International: procedente de un acuerdo de colaboración entre la editorial española Lynx, que publicó la versión en papel del Handbook Birds of the World, una enciclopedia de todas las aves del mundo, que posteriormente convirtió en un sitio web que denominó Handbook Birds of the World Alive con una asociación internacional para la protección de las aves llamada Bird Life International que también disponía de otra lista propia.

## Lista de aves del mundo publicadas por las diversas autoridades taxonómicas en ornitología
| Nombre en inglés                                                  | Nombre en español                         | Última versión disponible | Fecha de última versión disponible |
| ----------------------------------------------------------------- | ----------------------------------------- | ------------------------- | ---------------------------------- |
| IOC World Bird List                                               | Lista de aves del mundo del IOC           | 10.2                      | Julio de 2020                      |
| The Clements Checklist of Birds of the World                      | Lista de aves del mundo de Clements       | 14                        | Agosto de 2019                     |
| The Howard and Moore Complete Checklist of the Birds of the World | Lista de aves del mundo de Howard y Moore | 4                         | 2013, 2014                         |
| Handbook Birds of the World Alive/Bird Life International         | Aves del mundo / Birdlife                 | actualización web         | Actualización constante            |